# Stade Zéralda
Le stade Zéralda (en arabe : ملعب زرالدة) est un stade de football situé dans la ville de Zéralda, dans la wilaya d'Alger en Algérie.
Ce stade, en gazon synthétique, a une capacité est de 3 000 places.
Le club de football domicilié dans le stade est le NR Zéralda.

## Histoire

### Événements importants
Le stade a été utilisé comme l'un des deux sites pour la Coupe d'Afrique des nations des moins de 17 ans 2009.